# Coccoloba gigantifolia
Espèce
Classification phylogénétique
Coccoloba gigantifolia est une espèce de plantes à fleurs de la famille des Polygonaceae. Elle est originaire d'Amazonie brésilienne. Elle a été découverte en 1982 et décrite en 2019.

## Description

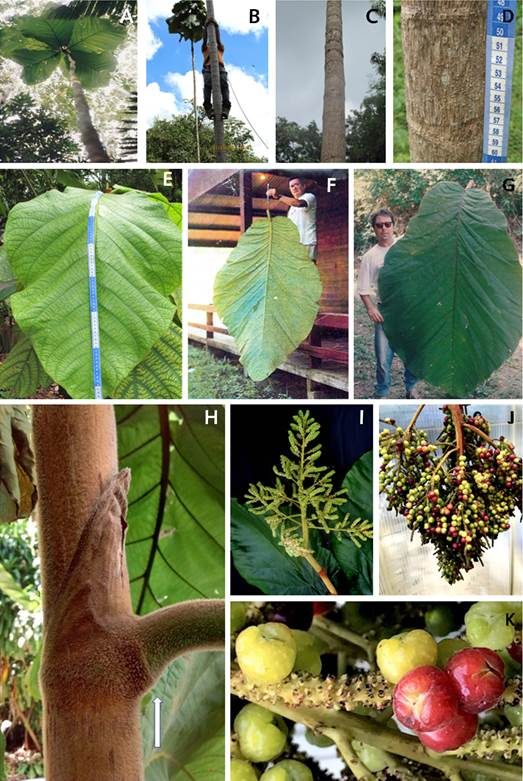
Coccoloba gigantifolia : A. Individu d'environ 15 m de haut dans son habitat naturel, atteignant la sous-canopée d'une forêt secondaire dans la forêt nationale du Jamari (état de Rondônia, Brésil) ; B. Individu en cours de récolte ; C. Tronc d'un plant mature issu de culture ; D. Détails du tronc montrant deux anneaux transversaux ; E. Feuille d'un jeune plant cultivé ; F. Feuille récoltée dans la forêt nationale de Jamarí (verso) ; G. Idem (recto) ; H. Base du pétiole ; I. Inflorescence ; J-K. Fruits matures

Coccoloba gigantifolia est un arbre de 10 à 15 m de haut.
Son tronc est droit, non ramifié et segmenté. Celui-ci présente des anneaux transversaux séparés chacun d'environ 10 cm.
Les feuilles poussent au sommet des arbres et sont très grandes avec des dimensions allant de 0,6 à 2,5 m de long et de 0,5 à 1,44 m de large. Les feuilles sont elliptiques, à sommet aigu ou acuminé, à base obtuse, sous-cordée, sous-tronquée, à marge entière, ondulés, coriaces ou sous-cornéennes, à pubescence glabrescente, à face adaxiale pubescente avec trichomes ferrugineux concentrés en face veineuse jeune, pubescente avec trichomes ferrugineux, nervures brochidodrome, présence de 16 à 45 paires de nervures latérales qui sont aplaties du côté adaxial et proéminentes du côté abaxial. Le pétiole mesure de 5 à 10 cm de long et est inséré à la base d'une ochréa et articulé autour de celle-ci. 
L'inflorescence est présentée en thyrse ramifiée de 40 à 80 cm de long. Les fleurs font de 1 à 2 mm de long, de couleur blanc verdâtre. Les fleurs staminées et campanulées présentent un pistil vestigial, filaments soudés à la base pour former un tissu bulbeux et nectarifère, recouverts de papilles blanchâtres. Les fleurs pistillées, campanulées, étamines réduites, anthères réduites et stériles, ovaire ovoïde et trois styles glabres.
Anthocarpe de 5 à 8 mm de long, globuleux, pubescent, de couleur rouge, vinacé ou violet à maturité. Nucule globuleuse, lisse, légèrement cannelée, apex aigu ou pyramidal, graines avec endosperme ruminé.

## Distribution et habitat
Coccoloba gigantifolia est endémique d'Amazonie brésilienne, plus précisément dans les États de l'Amazonas et du Rondônia, dans le bassin de la rivière Madeira. Cette espèce prospère à une altitude de 20 à 100 m, dans des endroits au relief plat, sur des sols sableux ou argileux et humides, dans les forêts ouvertes ombrophiles, les forêts secondaires et au début du cycle sylvogénétique.

## État de conservation
À l'heure actuelle, il n'est pas possible de savoir si Coccoloba gigantifolia est en danger d'extinction ou non. En effet, toutes les populations poussent dans le bassin de la rivière Madeira et les deux populations les plus éloignées sont distantes de près de 600 km, ce qui peut suggérer une répartition sporadique de cette espèce dans le bassin de cette rivière mais la rareté des collections botaniques ne permet pas de tirer des résultats fiables.